# Hainaut Volley 2012-2013
Questa voce raccoglie le informazioni riguardanti l'Hainaut Volley nelle competizioni ufficiali della stagione 2012-2013.

## Organigramma societario
Area direttiva
- Presidente: Gérard Loisel e Bruno Guislain

Area tecnica
- Allenatore: Ion Dobre, Frédéric Guérin
- Allenatore in seconda: Félix André

## Rosa
| N° | Nome                | Ruolo | Data di nascita   | Nazionalità sportiva |
| -- | ------------------- | ----- | ----------------- | -------------------- |
| 1  | Antonija Kaleb      | C     | 2 aprile 1986     | Croazia              |
| 2  | Ludmilla Lican      | S/O   | 5 febbraio 1990   | Francia              |
| 3  | Anna Barnak         | S/O   | 30 marzo 1978     | Serbia               |
| 4  | Romina Lamas        | P     | 29 agosto 1978    | Spagna               |
| 5  | Séverine Szewczyk   | S/O   | 29 giugno 1976    | Francia              |
| 6  | Julie Lenglemez     | L     | 3 giugno 1994     | Francia              |
| 7  | Dušanka Karić       | S     | 7 giugno 1986     | Serbia               |
| 8  | Brésil Vieira       | C     | 2 agosto 1980     | Brasile              |
| 9  | Aleksandra Crnčević | S/O   | 30 maggio 1987    | Serbia               |
| 10 | Nicoleta Manu       | L     | 3 dicembre 1980   | Romania              |
| 11 | Aminata Coulibaly   | P     | 27 settembre 1988 | Francia              |
| 16 | Monika Potokar      | S     | 18 dicembre 1987  | Slovenia             |
| 17 | Lydia Oulmou        | C     | 2 febbraio 1986   | Algeria              |